# Jorio Dauster
Jorio Dauster Magalhães Silva GOMM, conhecido como Jorio Dauster (Rio de Janeiro, 19 de novembro de 1937), é um diplomata, empresário e tradutor brasileiro.
Como tradutor, verteu para o português brasileiro livros de autores como  J.D. Salinger e Vladimir Nabokov.

## Biografia
Jorio Dauster nasceu em 1937, no Rio de Janeiro. Fez o curso de preparação para diplomatas no Instituto Rio Branco. 
Foi, entre outros cargos, secretário no consulado do Brasil em Montreal (1965-1968) e nas embaixadas em Praga (1968-1972) e Londres (1979-1987), presidente do Instituto Brasileiro do Café (1987-1990) e da Companhia Vale do Rio Doce (1999-2001) e embaixador do Brasil junto à União Europeia (1991-1998).
Entre 1972 e 1974 fez parte do Instituto Nacional da Propriedade Industrial, como coordenador do sistema brasileiro de patentes. Entre meados de 1990 e 1991, durante o governo Collor, Dauster foi encarregado pela Ministra da Economia Zélia Cardoso como negociador-chefe da dívida externa do Brasil.
Em julho de 1991, Dauster foi admitido por Collor à Ordem do Mérito Militar no grau de Grande-Oficial especial. Entre 2001 e 2003 foi sócio de Luiz Cesar Fernandes no grupo Invixx. Atualmente, é consultor de empresas. 

## Tradutor
Dauster é tradutor de obras da literatura de língua inglesa, com mais de 40 obras no currículo. Iniciou nessa carreira em 1964, quando ele e os colegas diplomatas Álvaro Alencar e Antonio Rocha  fizeram uma tradução de The Catcher in the Rye, de J.D. Salinger. O título em português seria A sentinela do abismo, mas foi rejeitado pelo autor, que queria uma tradução mais fiel, sendo assim lançado pela Editora do Autor como O apanhador no campo de centeio.
Além de outras obras de Salinger, Dauster traduziu livros de Vladimir Nabokov (incluindo Lolita e Fogo Pálido), Ian McEwan, Philip Roth, Thomas Pynchon, Alberto Manguel, Virginia Woolf e Dave Eggers.